# Schaudepot

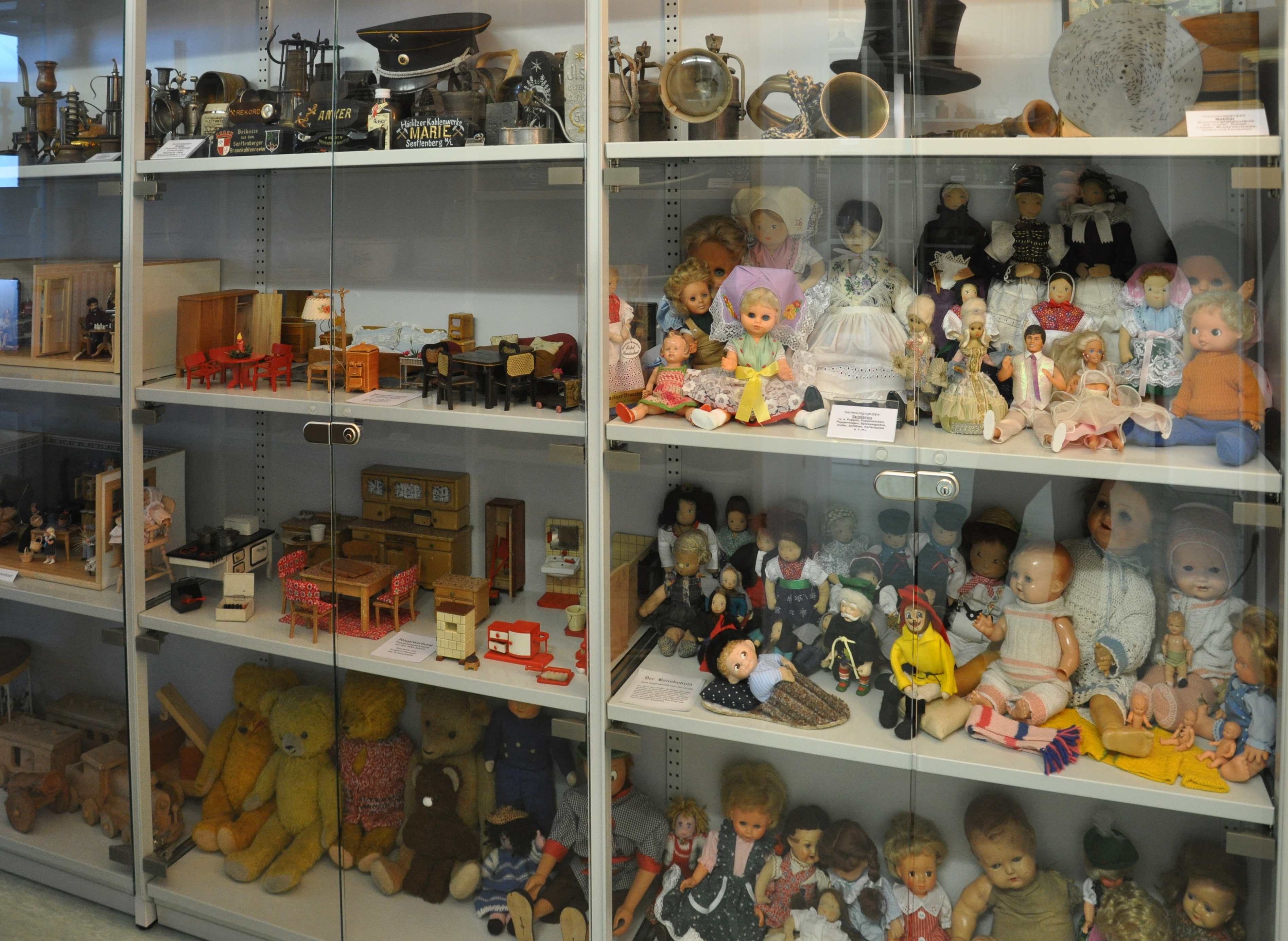
Historisches Spielzeug im Schaudepot, Museum Senftenberg (2010)

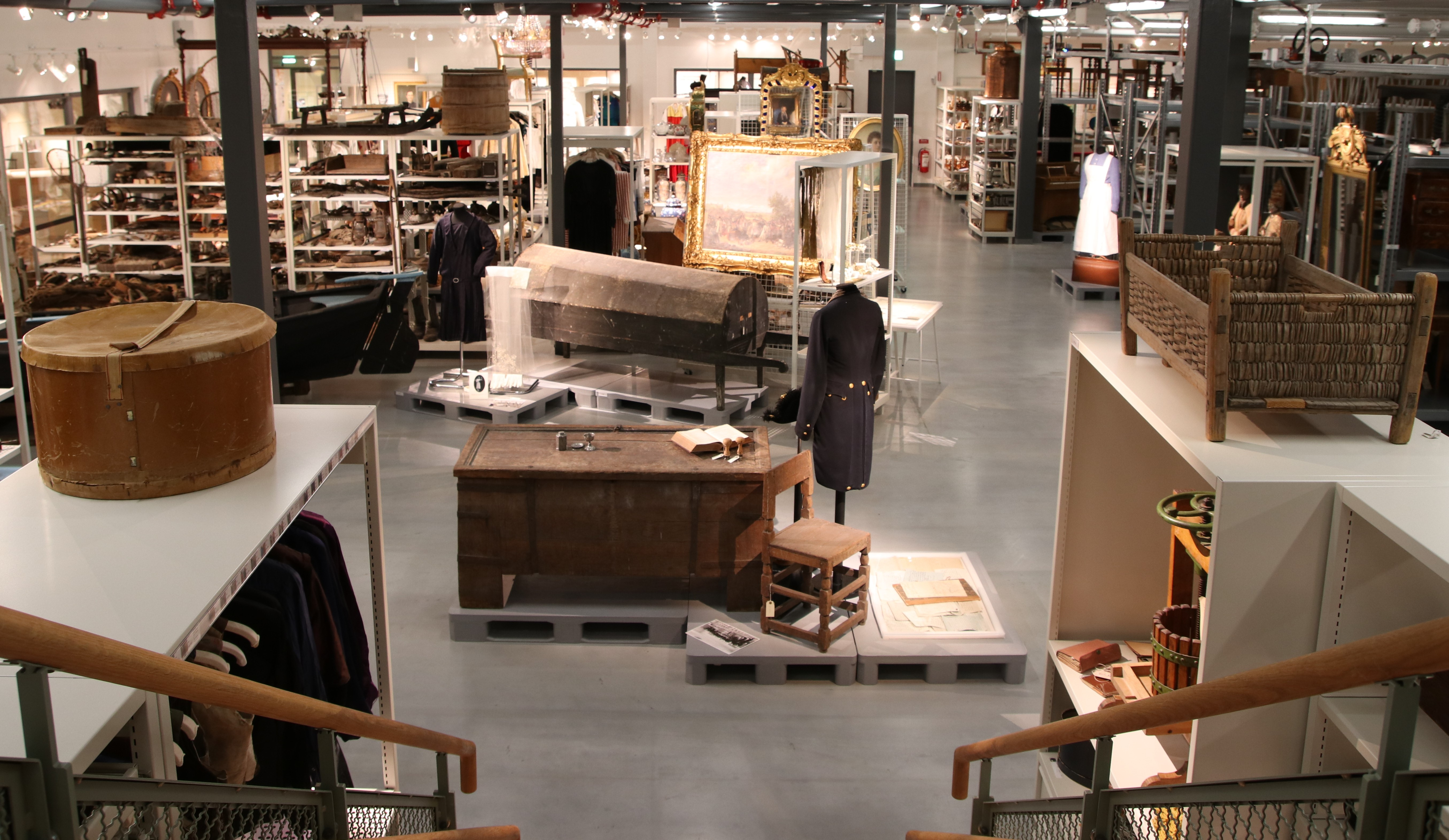
Das Schaudepot von Sörmlands Museum in Nyköping, Schweden.

Ein Schaudepot ist ein öffentlich zugänglicher Ort, in dem Objekte eines bestimmten Museums gelagert werden. Es lässt so den Museumsbesucher an der Sichtweise, Haltung und an der Arbeit des Museologen, nämlich am Sammeln, Bewahren und Erforschen teilhaben. Schaudepots unterscheiden sich von regulären  Museumsdepots: Da die sinnvolle Besucherführung im Vordergrund steht, wird eine Aufstellung nach Sammlungsbereichen und inhaltlichen Zusammenhängen gewählt, Materialien und Formate sind zweitrangig. Klimatisierung und Sicherheitstechnik richten sich mehr nach den Vorgaben, die für Ausstellungen gelten. Da durch die didaktische Aufstellung und dem Besucherfluss angepasste Gangbreiten nicht die übliche Packdichte erreicht wird, haben die meisten Museen mit Schaudepots noch weitere – der Öffentlichkeit nicht oder nur selten zugängliche – Depots.
Beispiele für Schaudepots:
- Das Schaulager der Laurenz-Stiftung in Münchenstein bei Basel (Schweiz)
- Das Berliner Werkbundarchiv – Museum der Dinge
- Das Historische Museum Luzern wurde im Jahr 2003 nach dem Präsentationskonzept Schaudepot komplett neu eingerichtet. In einem öffentlich zugänglichen Bereich navigiert sich der Museumsbesucher mit Hilfe eines PDAs mit Barcode-Scanner selbständig durch das Depot. Der geschlossene Bereich kann in Begleitung eines Depotmitarbeiters besichtigt werden. Diese Begehungen sind inszenierte Touren, wobei der Depotmitarbeiter von professionellen Schauspielern gemimt wird.
- Das Schaudepot des Ruhr Museums[1] in Essen
- Die „Schaudepots“ genannten Ausstellungsbereiche im Ethnologischen Museum in Berlin
- Das Schaumagazin des Übersee-Museums in Bremen
- Das im Jahr 2021 eröffnete Depot des Museum Boijmans Van Beuningen in Rotterdam (Niederlande)
- Das 2017 bis 2019 errichtete Schaudepot der Kunsthalle Rostock
- Die 2018 eröffneten "Erzählenden Magazine" von Sörmlands Museum in Nyköping (Schweden). Diese sind in das neugebaute Museumsgebäude integriert und teils vollständig einsehbar durch gläserne Wände. Des Weiteren werden regelmäßig Führungen in den Depots angeboten.
- Das V&A East Storehouse in London[2]